# Bouissou
Pour les articles homonymes, voir Bouissou (homonymie).
Le Bouissou est un cours d'eau de France, affluent de rive gauche de la Mare dans l'Hérault.

## Géographie
Le Bouissou vient de la réunion du Ruisseau d'Orque qui prend sa source sous la Croix de Mounis, commune de Castanet-le-Haut, avec le Ruisseau de Tardelle (rive gauche), né sous le Serre de Coustel.
Long de 10,3 kilomètres (avec le Ruisseau d'Orque), il coule globalement vers l'est, arrose Saint-Geniès-de-Varensal et Plaisance pour se jeter dans la Mare en aval d'Andabre.